# Públio Carísio
Públio Carísio (em latim: Publius Carisius)  foi legado do imperador César Augusto na Lusitânia. Interveio nas guerras Cantábricas contra os ástures.

## Vida
Ele era filho de Tito Carísio. Ganhou a confiança de César Augusto nas guerras civis, quando o nomeou legado da Lusitânia. Ele ocupou esse cargo entre os anos 26 e 22 a.C.. A sua intervenção nas guerras cantábricas foi decisiva para a derrota dos ástures em Lancia e para a posterior conquista das Astúrias transmontanas. Comandando um exército composto por três legiões - a Legio V Alaudae, a Legio VI Victrix e a Legio X Gemina - mais um numero indeterminado de tropas auxiliares, graças a traição dos brigecinos foram capazes de repelir o ataque surpresa que os ástures planeavam contra as legiões acampadas junto as ribas do rio Esla e depois lançar um contra-ataque contra a cidade asturiana de Lancia ( Villasabariego, León ).
Na conquista das Astúrias transmontanas (actual Astúrias), as suas legiões abriram uma via pelas montanhas da Cordilheira Cantábrica que ainda conserva o seu nome: a Via da Carisa. Junto a esta estrada foram encontrados os vestígios do acampamento, no Castro de La Carisa, que albergava as suas tropas.
No fim das guerras contra os cantábricos e ástures ou seja no ano 25 a.C., fundou a cidade de Emérita Augusta (Mérida) com os soldados dispensados das legiões V Alaudae e X Gemina.
Durante seu mandato, ele cunhou várias moedas, como um denário de prata com a efígie de Augusto e no verso e seu nome e título P. CARISIVS LEG AVGVSTI, cunhou também duas séries de asse de bronze em oficina itinerante e em Luco de Augusto (Lugo) com a efígie de Augusto e no verso uma cetra ou escudo redondo indígena.
Apesar das vitórias, teve que enfrentar uma revolta dos ástures no ano 22 a.C. no qual foi auxiliado por Caio Fúrnio, legado da Tarraconense, o que provocou a sua demissão.
Dião Cássio atribui esta revolta ao comportamento severo e cruel de Carísio com os ástures; Porém, Carísio soube conquistar a simpatia dos povos indígenas, como comprova a confiança demonstrada pelos brigecinos e o fato do seu nome ter sido adotado por alguns deles.